# Pam Gross

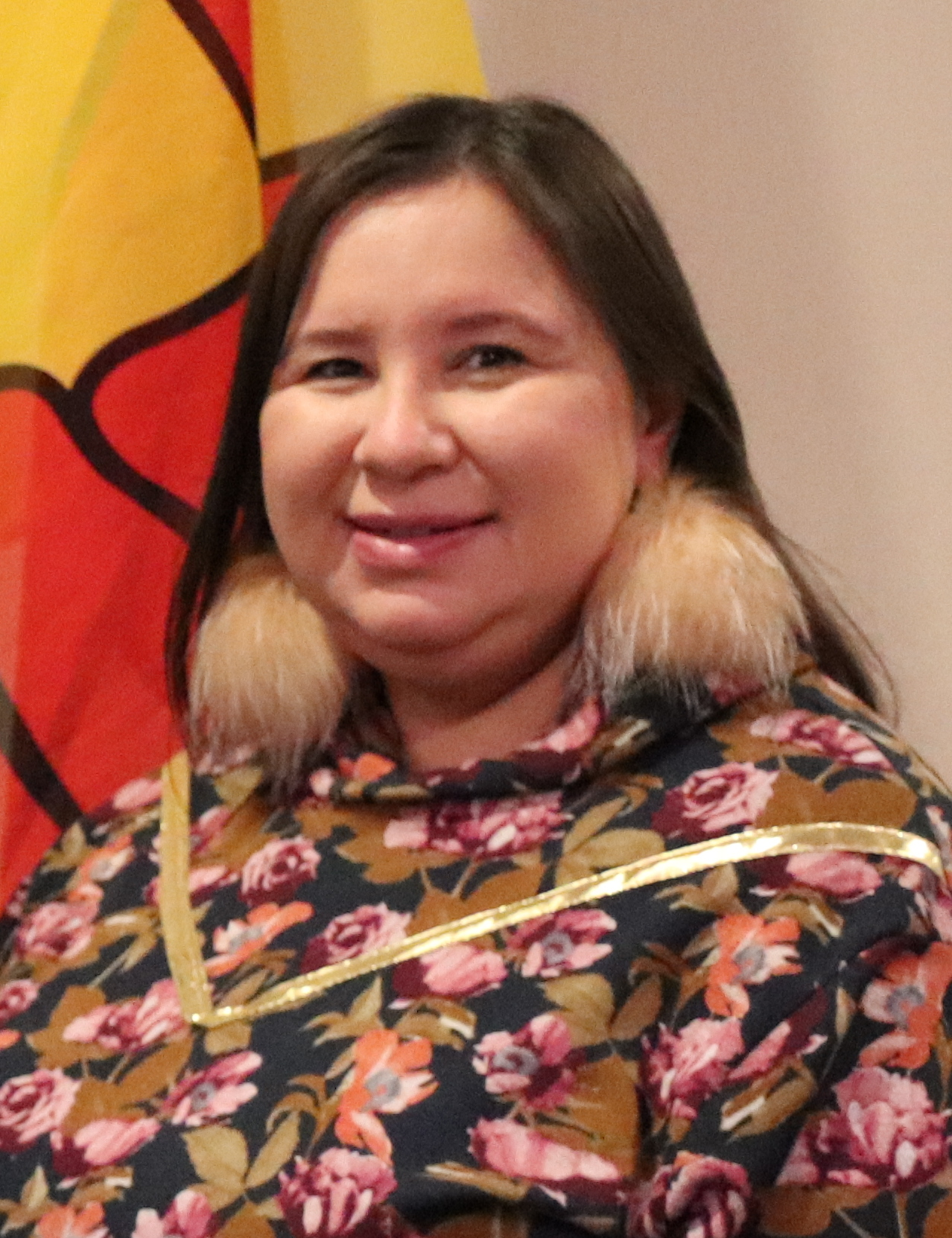
Pam Gross (2023)

Pamela „Pam“ Hakongak Gross FRCGS (Inuktitut ᐸᒪᓗᐊ "ᐸᒪ" ᐊᑭᓇᖕᖅ ᒐᕐᓱ) ist eine kanadische Anthropologin und Politikerin im Territorium Nunavut, die seit 2021 Mitglied der Legislativversammlung von Nunavut und im aktuellen Kabinett von Premierminister Pauloosie Jamesie Akeeagok seit 2021 stellvertretende Premierministerin ist.

## Leben
Pamela „Pam“ Hakongak Gross hat nach dem Schulabschluss ein Studium der Anthropologie an der Carleton University in Ottawa absolviert, welches sei mit einem einen Bachelor of Arts beendete. Sie absolvierte zudem ein postgraduales Studium zur indigenen Regierungsführung an der University of Winnipeg und war Mitarbeiterin am Nunavut Arctic College und beim Nunavut Sivuniksavut (NS), ein College-Programm, das Inuit-Jugendlichen Unterricht in Inuit-Geschichte, -Politik und -Kultur bietet, wo sie sich mit Themen wie der Revitalisierung des Inuit-Dialekts Inuinnaqtun und an Inuit-Studien befasste. Ferner arbeitete sie als Geschäftsführerin der Gesellschaft für das Kitikmeot-Kulturerbe, Geschäftsführerin des Kaapittiaq-Projekts, stellvertretende technische Beraterin für den Ausschuss für Wirkungsprüfung von Nunavut und Lektorin für Inhalt und Werke der Qikiqtani Inuit Association. Sie war außerdem Präsidentin der Kulturerbe-Stiftung der Inuit, Vizepräsidentin der Frauenorganisation Amautiit Nunavut Inuit Women’s Association, Mitglied des Verwaltungsrats von Nunavut Sivuniksavut und Mitglied des Versöhnungsrates der Canadian Museums Association (CMA). Des Weiteren ist sie Mitglied des College of Fellows der Royal Canadian Geographical Society (RCGS) und ehrenamtlich im Planungsausschuss Umingmak Frolics tätig.
Ihr politisches Engagement begann Pam Gross in der Kommunalpolitik und war Mitglied des Gemeinderates sowie Bürgermeisterin von Cambridge Bay, eine an der Dease Strait gelegene Siedlung mit über 1700 Einwohnern (davon etwa 80 % Inuit) und regionales Zentrum der Region Kitikmeot. Bei der Wahl am 25. Oktober 2021 wurde sie im Wahlkreis „Cambridge Bay“ erstmals zum Mitglied der Legislativversammlung von Nunavut gewählt und konnte sich dabei gegen die bisherige Wahlkreisinhaberin Jeannie Ehaloak durchsetzen. Sie wurde während der Sitzung des Nunavut Leadership Forum am 17. November 2021 in den Exekutivrat gewählt und am 19. November 2021 offiziell vereidigt. Im aktuellen Kabinett von Premierminister Pauloosie Jamesie Akeeagok ist sie ist als Nachfolgerin von David Akeeagok stellvertretende Premierministerin, Bildungsministerin, Ministerin für Kultur und Erbe, Ministerin für Humanressourcen, Ministerin für Sprachen, Ministerin für Senioren sowie zuständige Ministerin für die Arbeitsschutz- und Entschädigungskommission (Workers’ Safety and Compensation Commission).